# Harriette Wilson
Harriette Wilson, född 22 februari 1786, död 10 mars 1845, var en berömd brittisk prostituerad, en kurtisan, vars kunder inkluderade den brittiske tronföljaren och fyra premiärministrar. Hon är mest känd för sin förbindelse med Arthur Wellesley, hertig av Wellington. 
Wilson var dotter till en butiksägare från Mayfair av schweiziskt ursprung och prostituerade sig inom den brittiska societeten från femton års ålder. Hennes förste älskare var William Craven, 1:e earl av Craven. Även hennes systrar var kurtisaner.   
John Joseph Stockdale erbjöd sig (för att utpressa hertigen av Wellington) att avstå från att publicera Harriette Wilsons  memoarer. Arthur Wellesley svarade då "Publish and be damned". Harriette Wilson skildras även inom litteraturen.